# Championnat d'Islande de football 1949
Navigation
Saison précédente Saison suivante
La saison 1949 du Championnat d'Islande de football était la 38e édition de la première division islandaise.
C'est le KR Reykjavik qui remporte le championnat et conserve son titre cette saison. C'est le 12e titre de champion du club. 

## Les cinq clubs participants
- KR Reykjavik
- Fram Reykjavik
- Valur Reykjavik
- Vikingur Reykjavik
- IA Akranes

## Compétition

### Classement
Le barème de points servant à établir le classement se décompose ainsi :
- Victoire : 2 points
- Match nul : 1 point
- Défaite : 0 point

| Rang | Équipe             | Pts | J | G | N | P | Bp | Bc | Diff |
| ---- | ------------------ | --- | - | - | - | - | -- | -- | ---- |
| 1    | KR Reykjavik T     | 5   | 4 | 1 | 3 | 0 | 10 | 8  | +2   |
| 2    | Fram Reykjavik     | 5   | 4 | 2 | 1 | 1 | 12 | 9  | +3   |
| 3    | Valur Reykjavik    | 4   | 4 | 1 | 2 | 1 | 6  | 6  | 0    |
| 4    | Vikingur Reykjavik | 4   | 4 | 2 | 0 | 2 | 7  | 8  | -1   |
| 5    | IA Akranes         | 2   | 4 | 0 | 2 | 2 | 5  | 9  | -4   |

|  | Qualifié pour le barrage pour le titre |

### Matchs
Tous les matchs se sont disputés au stade de Melavöllur à Reykjavik.
| Résultats (▼dom., ►ext.)                                   | Fra | KR  | Val | Vik | Akr |
| Fram Reykjavik                                             |     | 2-2 | 3-1 | 2-4 | 5-2 |
| KR Reykjavik                                               |     |     | 2-2 | 3-1 | 3-3 |
| Valur Reykjavík                                            |     |     |     | 3-1 | 0-0 |
| Vikingur Reykjavik                                         |     |     |     |     | 1-0 |
| IA Akranes                                                 |     |     |     |     |     |
| - Victoire à domicile - Match nul - Victoire à l'extérieur |     |     |     |     |     |

#### Match pour le titre
KR Reykjavik et Fram Reykjavik ayant terminé la saison à égalité de points, un match de barrage est nécessaire afin de connaître le champion d'Islande. KR s'impose 2 buts à 1 et conserve son titre.
|  | KR Reykjavik | 2 - 1 | Fram Reykjavik | Melavöllur, Reykjavik |  |
|  |              |       |                |                       |  |
|  | (Rapport)    |       |                |                       |  |

## Bilan de la saison
| Tableau d'Honneur                 |              |
| Compétition                       | Vainqueur    |
| Championnat d'Islande de football | KR Reykjavik |